# Стакти, ониха, халван

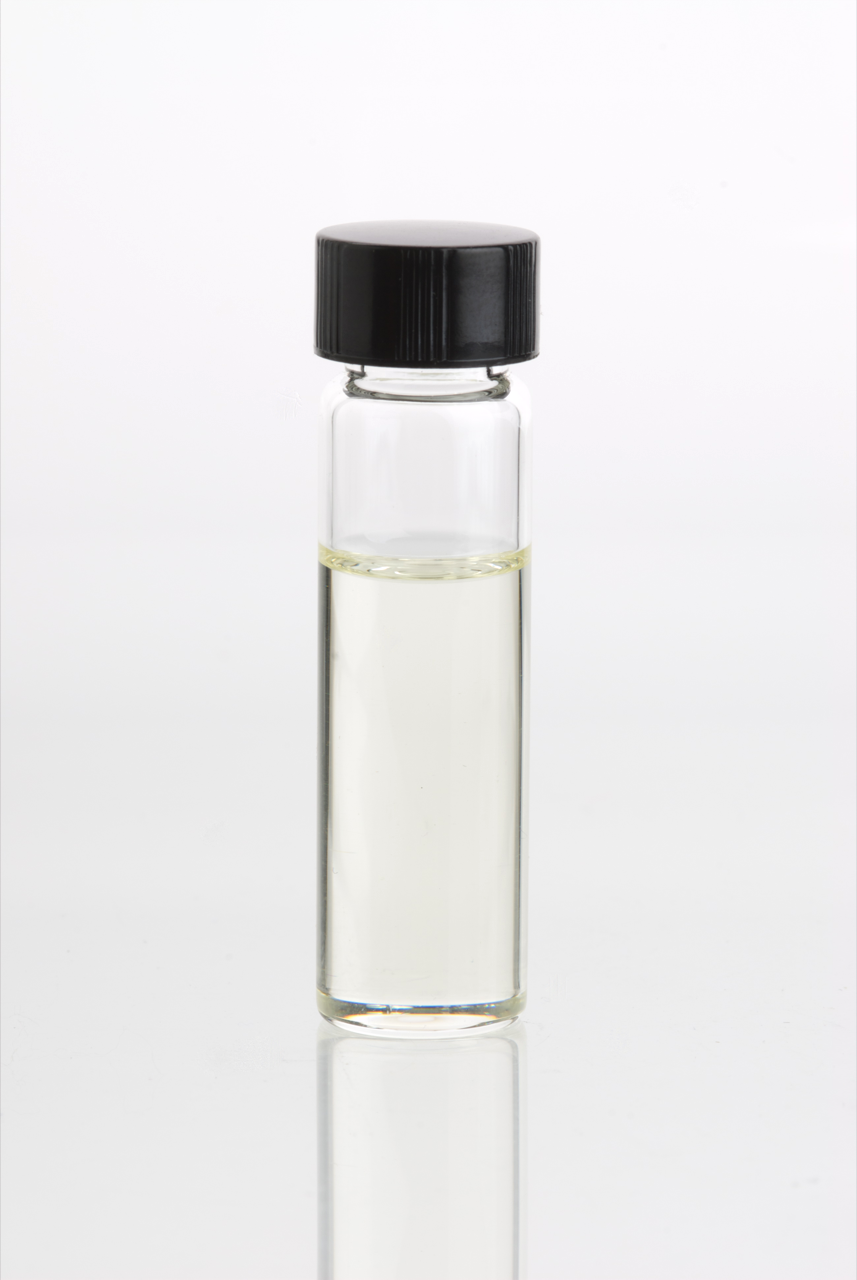
Свежий гальбан из растения Ferula gummosa

Стакти, ониха, халван — три из четырёх компонентов священного курения (фимиама), упоминаемого в Ветхом Завете (Исх. 30:34). Четвёртым компонентом был ливан, в котором исследователи единодушно признают ладан. Душистым халваном, вероятнее всего, именуется смола гальбан, получаемая из двух видов растений рода Ферула. Значение первых двух компонентов, стакти и ониха, неизвестно, высказываются разные предположения на этот счет.

## Библейский текст
| Синодальный перевод: И сказал Господь Моисею: возьми себе благовонных веществ: стакти, ониха, халвана душистого и чистого ливана, всего половину, и сделай из них искусством составляющего масти курительный состав, стертый, чистый, святый, и истолки его мелко, и полагай его пред [ковчегом] откровения в скинии собрания, где Я буду открываться тебе: это будет святыня великая для вас; курения, сделанного по сему составу, не делайте себе: святынею да будет оно у тебя для Господа; кто сделает подобное, чтобы курить им, истребится из народа своего. | Современный перевод: И сказал Господь Моисею: «Вот какие возьми благовонные вещества: камедь, оних, халван и чистый ладан. Возьми всего поровну. Смешай все благовонные вещества вместе, чтобы получилось курение, приготовь его точно так, как делают составители благовоний, и подмешай в это курение соли. Она очистит его и освятит. Истолки часть курения в тонкий порошок и положи порошок перед соглашением в шатре собрания, ибо в том месте Я откроюсь вам. Это будет великой святыней для тебя. [Пользуйся этим курительным порошком только по особому случаю.] И будет это святынею для Господа. Приготовь это курение особым способом; не приготовляй этим способом никакое другое курение. А если кто захочет сделать для себя немного такого курения, чтобы насладиться его запахом, изгоните его из среды его народа». |

В книге Премудрости Иисуса сына Сирахова сказано, что премудрость «как халвани, оникс и стакти и как благоухание ладана в скинии» (Сир. 24:18).

## Толкования

### Стакти
Стакти (греч. staktē; от греч. «капать», «капающий»), на языке оригинала — натаф (ивр. נָטָף — от корня «нун-тет-пе»; ntp — «капать») означает благовонную смолу, упоминается однократно в тексте Ветхого Завета. Среди наиболее вероятных источников получения стакти называют: мирру высшего сорта, очищенную до прозрачности; смолу деревьев из рода стиракс — Стиракс лекарственный или Стиракс бензойный; вещество стиракс («серая амбра»), получаемую из растения Ликвидамбар восточный, произрастающего на Средиземноморье. Не исключен вариант смешения мирры с каким-либо еще ароматическим компонентом, например, лабданумом или экстрактом корицы.

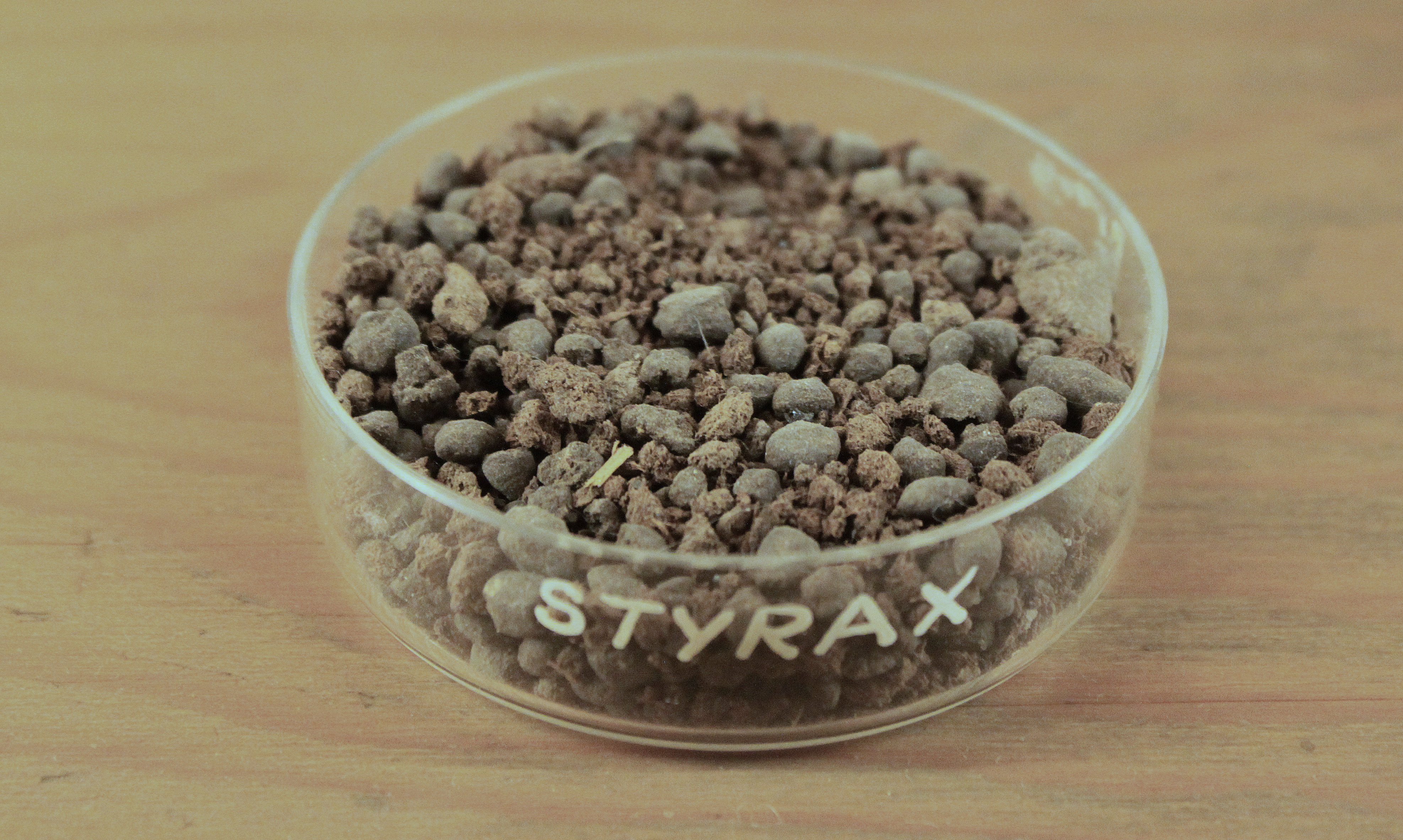
Стиракс (серая амбра)
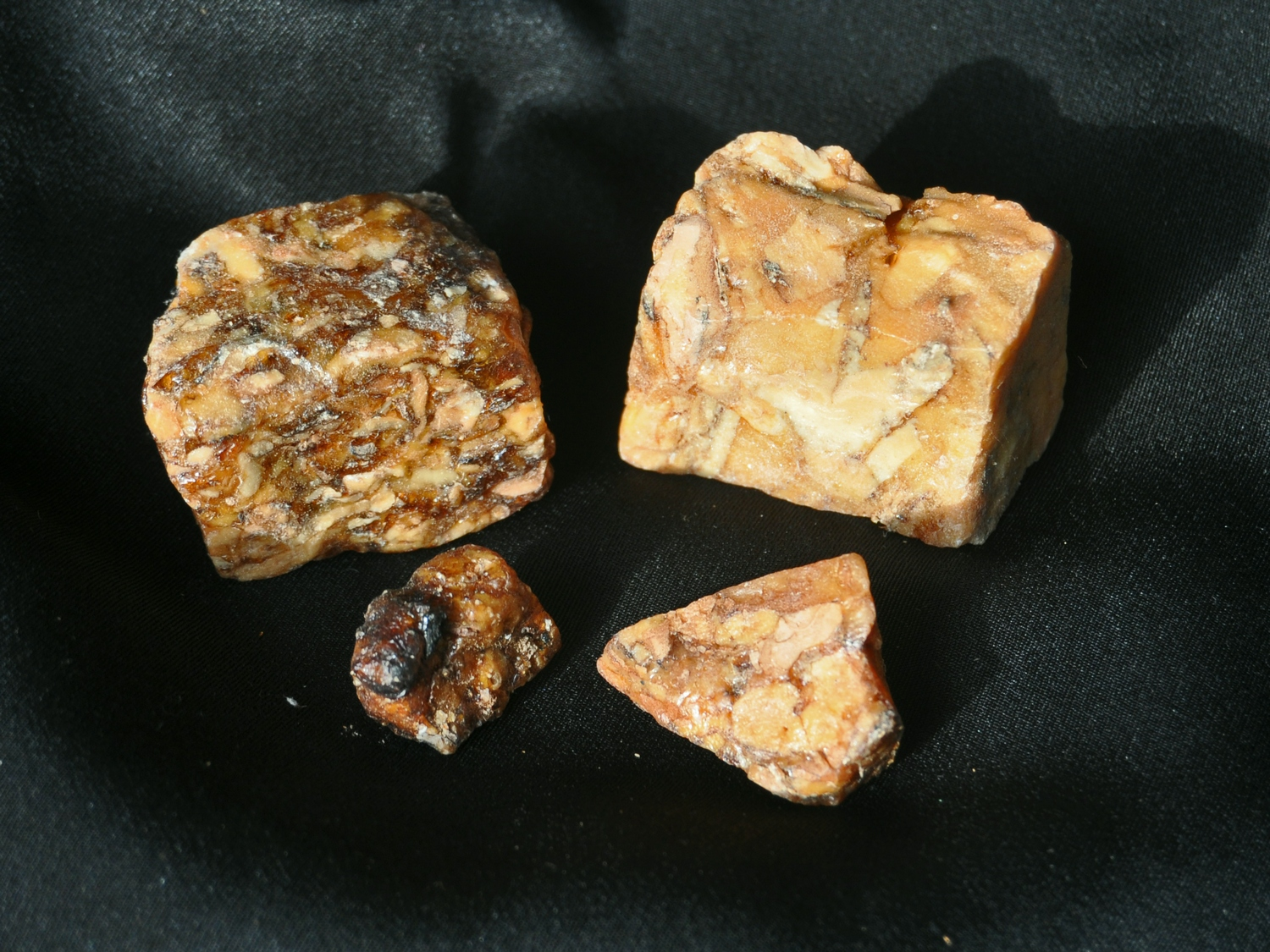
Бензойная смола
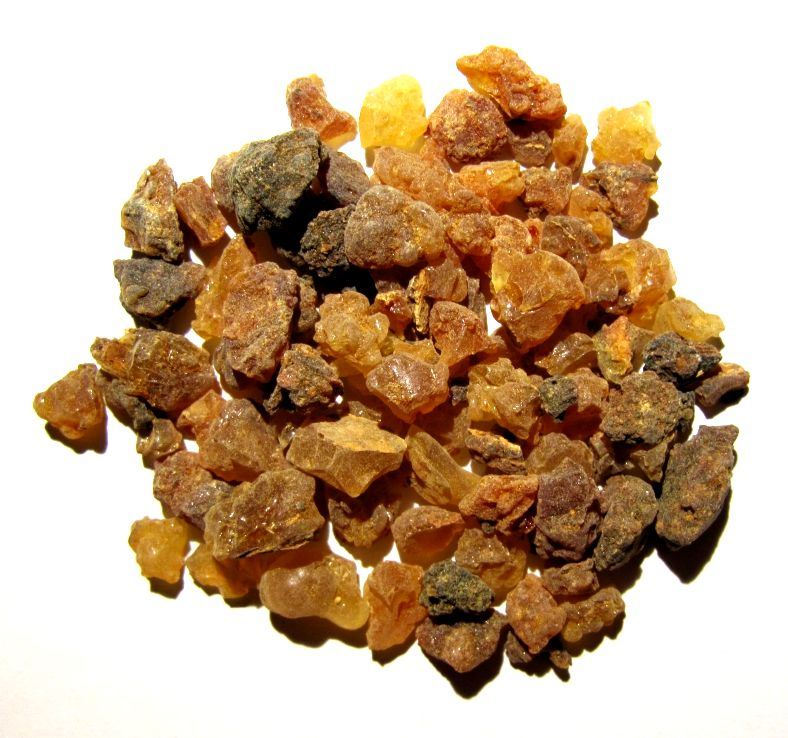
Смола мирра
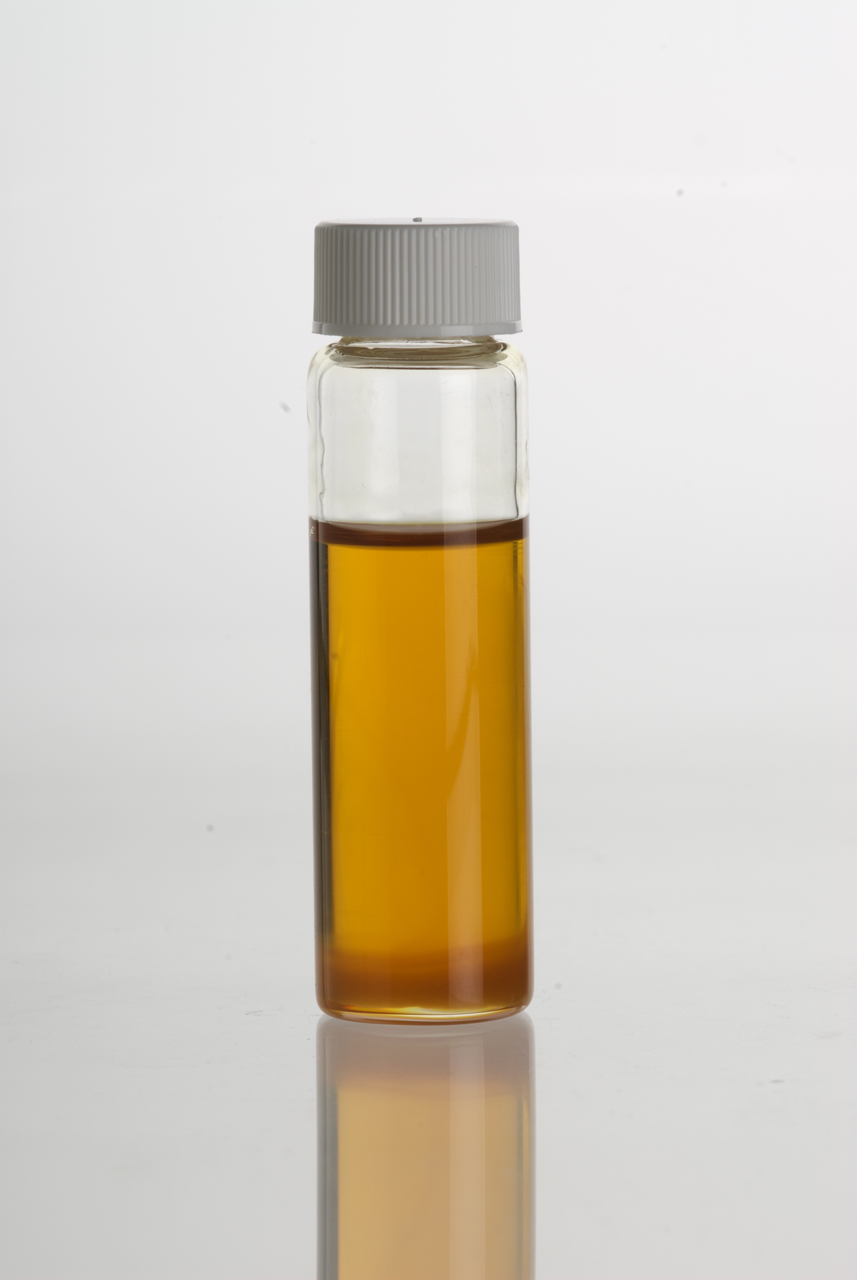
Эфирное масло, полученное из мирры

### Ониха
Ониха, или оних (греч. ονυξ — ноготь), на языке оригинала шехелет — вероятно, верхний покров раковины моллюсков Красного моря или их определенные компоненты. Высказывается версия, что речь идет о крышечке, закрывающей устье раковины, встречающейся у некоторых улиток, в том числе видов Strombus lentiginosus, Murex anguliferus, Onyx marinus и Unguis odoratus. При сжигании эти пластинки дают довольно резкий запах, похожий на мускус и амбру. Однако существуют и сомнения в этой версии, в частности из-за того, что моллюски, по Библии, считались нечистыми животными. Среди прочих предположений называются лабданум, бензойная смола или их смесь. Среди менее популярных версий — гвоздика (пряность), янтарь, кость каракатицы, эфирное масло, получаемое из растения нард.

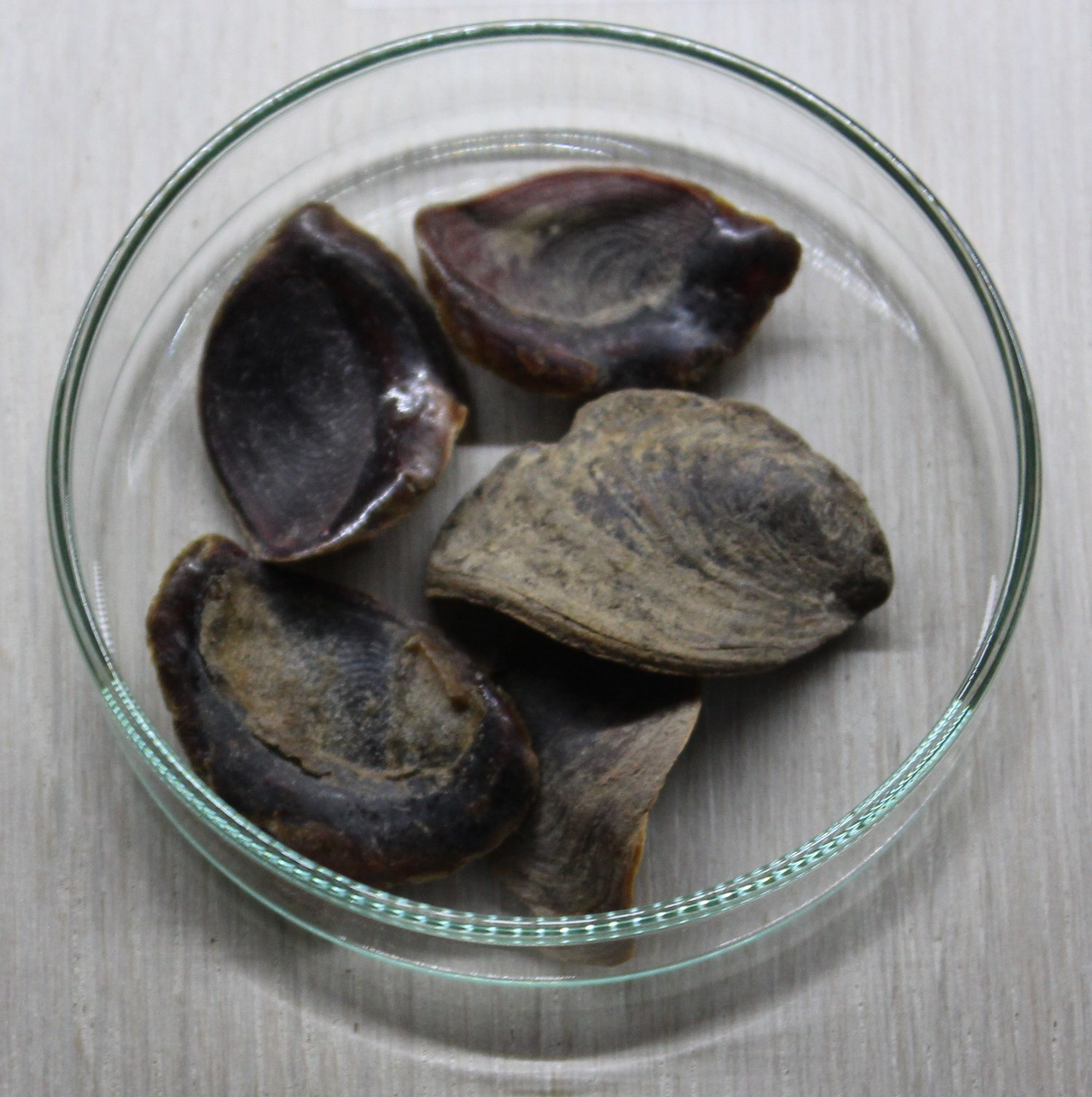
Крышечки морских улиток
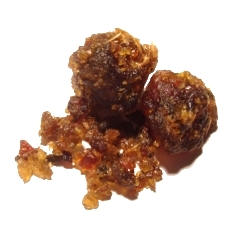
Смола, производимая растением Commiphora wightii
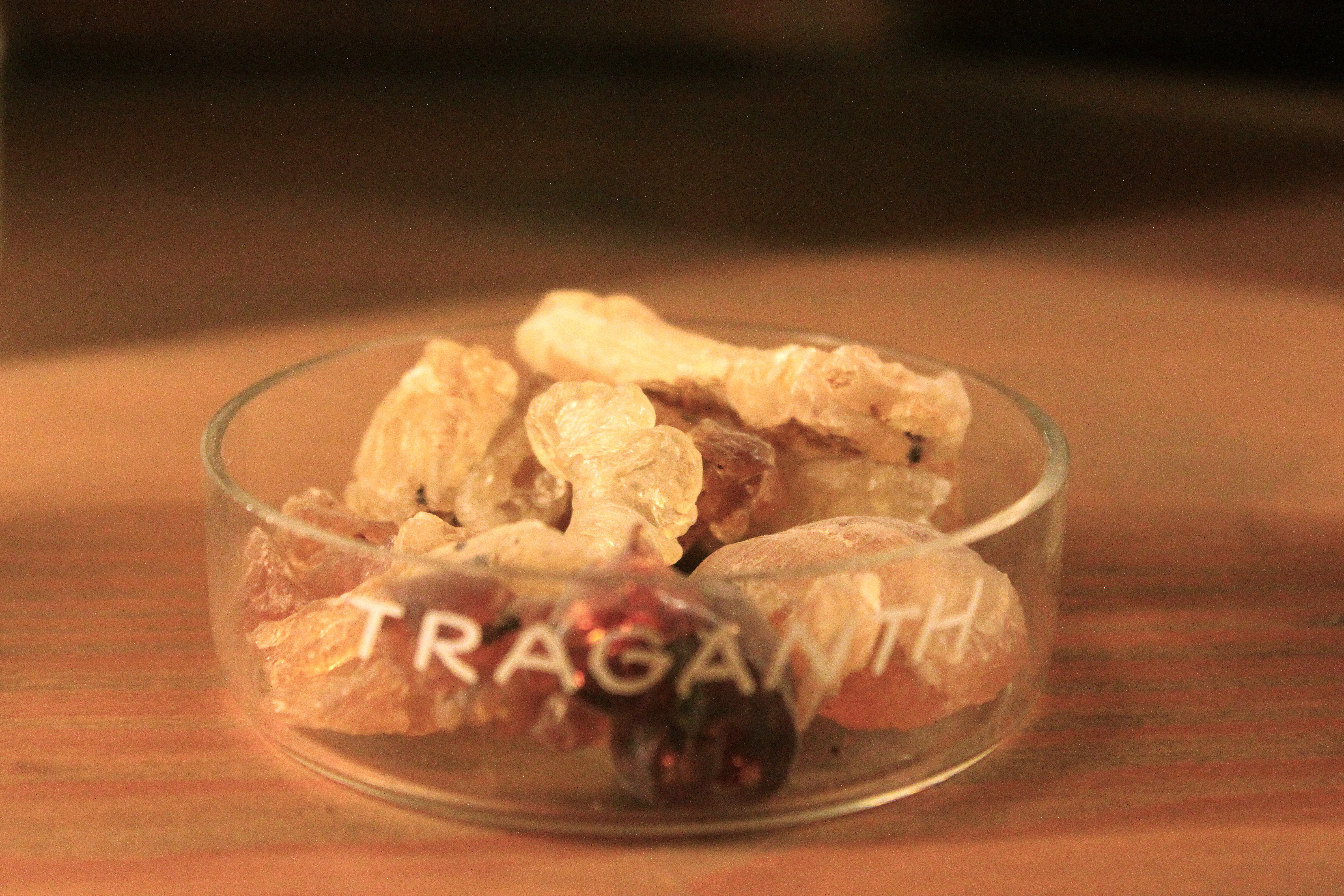
Трагакант — высохшая на воздухе камедь